# Kod odpowiedzi HTTP
Kod odpowiedzi HTTP – numeryczna dana wysyłana przez serwer HTTP do aplikacji klienta. Informuje o sposobie realizacji (bądź jej braku) zapytania klienckiego. Znajduje się na początku odpowiedzi, tuż za wersją protokołu HTTP i przed słownym opisem kodu odpowiedzi, np. HTTP/1.1 400 Bad Request

## Kody odpowiedzi protokołu HTTP 1.1 wraz z opisem

### Kody informacyjne
| kod | opis słowny          | znaczenie/zwrócony zasób                                                             |
| --- | -------------------- | ------------------------------------------------------------------------------------ |
| 100 | Continue             | Kontynuuj – prośba o dalsze wysyłanie zapytania                                      |
| 101 | Switching Protocols  | Zmiana protokołu                                                                     |
| 103 | Early Hints          | Używane do zwracania niektórych nagłówków odpowiedzi przed końcową wiadomością HTTP. |
| 110 | Connection Timed Out | Przekroczono czas połączenia. Serwer zbyt długo nie odpowiada.                       |
| 111 | Connection refused   | Serwer odrzucił połączenie                                                           |

### Kody powodzenia
| kod | opis słowny                   | znaczenie/zwrócony zasób |
| --- | ----------------------------- | --- |
| 200 | OK                            | Zawartość żądanego dokumentu (najczęściej zwracany nagłówek odpowiedzi w komunikacji WWW Internetu)                                                                      |
| 201 | Created                       | Utworzono – wysłany dokument został zapisany na serwerze |
| 202 | Accepted                      | Przyjęto – zapytanie zostało przyjęte do obsłużenia, lecz jego zrealizowanie jeszcze się nie skończyło                                                                   |
| 203 | Non-Authoritative Information | Informacja nieautorytatywna – zwrócona informacja nie odpowiada dokładnie odpowiedzi pierwotnego serwera, lecz została utworzona z lokalnych bądź zewnętrznych kopii     |
| 204 | No content                    | Brak zawartości – serwer zrealizował zapytanie klienta i nie potrzebuje zwracać żadnej treści                                                                            |
| 205 | Reset Content                 | Przywróć zawartość – serwer zrealizował zapytanie i klient powinien przywrócić pierwotny wygląd dokumentu                                                                |
| 206 | Partial Content               | Część zawartości – serwer zrealizował tylko część zapytania typu GET, odpowiedź musi zawierać nagłówek Content-Range informujący o zakresie bajtowym zwróconego elementu |

### Kody przekierowania
| kod | opis słowny        | znaczenie/zwrócony zasób |
| --- | ------------------ | --- |
| 300 | Multiple Choices   | Wiele możliwości – istnieje więcej niż jeden sposób obsłużenia danego zapytania, serwer może podać adres zasobu, który pozwala na wybór jednoznacznego zapytania spośród możliwych        |
| 301 | Moved Permanently  | Trwale przeniesiony – żądany zasób zmienił swój URI i w przyszłości zasób powinien być szukany pod wskazanym nowym adresem                                                                |
| 302 | Found              | Znaleziono – żądany zasób jest chwilowo dostępny pod innym adresem, a przyszłe odwołania do zasobu powinny być kierowane pod adres pierwotny                                              |
| 303 | See Other          | Zobacz inne – odpowiedź na żądanie znajduje się pod innym URI i tam klient powinien się skierować. To jest właściwy sposób przekierowywania w odpowiedzi na żądanie metodą POST.          |
| 304 | Not Modified       | Nie zmieniono – zawartość zasobu nie podległa zmianie według warunku przekazanego przez klienta (np. data ostatniej wersji zasobu pobranej przez klienta – pamięć podręczna przeglądarki) |
| 305 | Use Proxy          | Użyj serwera proxy – do żądanego zasobu trzeba odwołać się przez serwer proxy podany w nagłówku Location odpowiedzi                                                                       |
| 306 | Switch Proxy       | Kod nieużywany, aczkolwiek zastrzeżony dla starszych wersji protokołu |
| 307 | Temporary Redirect | Tymczasowe przekierowanie – żądany zasób znajduje się chwilowo pod innym adresem URI, odpowiedź powinna zawierać zmieniony adres zasobu, na który klient zobowiązany jest się przenieść   |
| 310 | Too many redirects | Zbyt wiele przekierowań. |

### Kody błędu aplikacji klienta
| kod | opis słowny                     | znaczenie/zwrócony zasób |
| --- | ------------------------------- | --- |
| 400 | Bad Request                     | Nieprawidłowe zapytanie – żądanie nie może być obsłużone przez serwer z powodu nieprawidłowości postrzeganej jako błąd użytkownika (np. błędna składnia zapytania) |
| 401 | Unauthorized                    | Nieautoryzowany dostęp – żądanie zasobu, który wymaga uwierzytelnienia |
| 402 | Payment Required                | Wymagana opłata – odpowiedź zarezerwowana na przyszłość. Google Developers API korzysta z tego kodu, jeśli dany programista przekroczył dzienny limit zapytań. |
| 403 | Forbidden                       | Zabroniony – serwer zrozumiał zapytanie, jednak konfiguracja bezpieczeństwa zabrania mu zwrócić żądany zasób |
| 404 | Not Found                       | Nie znaleziono – serwer nie odnalazł zasobu według podanego URL ani niczego, co by wskazywało na istnienie takiego zasobu w przeszłości |
| 405 | Method Not Allowed              | Niedozwolona metoda – metoda zawarta w żądaniu nie jest dozwolona dla wskazanego zasobu, odpowiedź zawiera też listę dozwolonych metod |
| 406 | Not Acceptable                  | Niedozwolone – zażądany zasób nie jest w stanie zwrócić odpowiedzi mogącej być obsłużonej przez klienta według informacji podanych w zapytaniu |
| 407 | Proxy Authentication Required   | Wymagane uwierzytelnienie do serwera pośredniczącego (ang. proxy) – analogicznie do kodu 401, dotyczy dostępu do serwera proxy |
| 408 | Request Timeout                 | Koniec czasu oczekiwania na żądanie – klient nie przesłał zapytania do serwera w określonym czasie |
| 409 | Conflict                        | Konflikt – żądanie nie może być zrealizowane, ponieważ występuje konflikt z obecnym statusem zasobu, ten kod odpowiedzi jest zwracany tylko w przypadku podejrzewania przez serwer, że klient może znaleźć przyczyny błędu i przesłać ponownie prawidłowe zapytanie. Odpowiedź serwera powinna zawierać informację umożliwiające klientowi rozwiązanie problemu, jednak nie jest to obowiązkowe (np. przesłanie 2 razy identycznego dokumentu kiedy wymagana jest unikalność). |
| 410 | Gone                            | Zniknął (usunięto) – zażądany zasób nie jest dłużej dostępny i nieznany jest jego ewentualny nowy adres URI; klient powinien już więcej nie odwoływać się do tego zasobu |
| 411 | Length required                 | Wymagana długość – serwer odmawia zrealizowania zapytania ze względu na brak nagłówka Content-Length w zapytaniu; klient może powtórzyć zapytanie dodając doń poprawny nagłówek długości |
| 412 | Precondition Failed             | Warunek wstępny nie może być spełniony – serwer nie może spełnić przynajmniej jednego z warunków zawartych w zapytaniu |
| 413 | Request Entity Too Large        | Encja zapytania zbyt długa – całkowita długość zapytania jest zbyt długa dla serwera |
| 414 | Request-URI Too Long            | Adres URI zapytania zbyt długi – długość zażądanego URI jest większa niż maksymalna oczekiwana przez serwer |
| 415 | Unsupported Media Type          | Nieznany sposób żądania – serwer odmawia przyjęcia zapytania, ponieważ jego składnia jest niezrozumiała dla serwera |
| 416 | Requested Range Not Satisfiable | Zakres bajtowy podany w zapytaniu nie do obsłużenia – klient podał w zapytaniu zakres, który nie może być zastosowany do wskazanego zasobu |
| 417 | Expectation Failed              | Oczekiwana wartość nie do zwrócenia – oczekiwanie podane w nagłówku Expect żądania nie może być spełnione przez serwer lub – jeśli zapytanie realizuje serwer proxy – serwer ma dowód, że oczekiwanie nie będzie spełnione przez następny w łańcuchu serwer realizujący zapytanie |
| 418 | I’m a teapot                    | „Jestem czajnikiem” – tzw. easter egg. Zdefiniowany w 1998. Obecnie nie jest implementowany do serwerów HTTP, ale znane są takie przypadki |
| 421 | Misdirected Request             | Zapytanie zostało skierowane do serwera, który nie powinien go otrzymać lub który nie jest w stanie na nie odpowiedzieć. |
| 422 | Unprocessable entity            | Zapytanie było poprawnie sformułowane, ale było niemożliwe do kontynuowania z powodu semantycznych błędów. |
| 423 | Locked (WebDAV)                 | Próba uzyskania dostępu do zasobu, który jest aktualnie zablokowany. |
| 424 | Failed Dependency (WebDAV)      | Brak powodzenia żądania, ponieważ jest ono zależne od innego żądania, które również nie powiodło się. |
| 425 | Too Early                       | Serwer nie chce ryzykować przetwarzania żądania, które może zostać powtórzone ze względu na ryzyko ataku typu Replay. |
| 426 | Upgrade Required                | Serwer odmawia wykonania żądania używając aktualnego protokołu. Wymagany protokół dla klienta przekazany jest w nagłówku Upgrade. |
| 428 | Precondition Required           | Brak nagłówka wstępnego, który jest wymagany przez serwer. Żądanie musi być warunkowe. |
| 429 | Too Many Requests               | Użytkownik wysłał za wiele żądań w danym czasie. |
| 431 | Request Header Fields Too Large | Serwer odmawia wykonania żądania ze względu na zbyt duże pole lub pola nagłówka. |
| 451 | Unavailable For Legal Reasons   | Zawartość niedostępna z powodów prawnych – strona lub zasób zostały zablokowane z powodów naruszenia prawa, w tym także z powodu ocenzurowania zawartości przez władze. Wartość kodu jest nawiązaniem do powieści „451 stopni Fahrenheita”. |

### Kody błędu serwera HTTP
| kod | opis słowny                     | znaczenie/zwrócony zasób |
| --- | ------------------------------- | --- |
| 500 | Internal Server Error           | Wewnętrzny błąd serwera – serwer napotkał niespodziewane trudności, które uniemożliwiły zrealizowanie żądania |
| 501 | Not Implemented                 | Nie zaimplementowano – serwer nie dysponuje funkcjonalnością wymaganą w zapytaniu; ten kod jest zwracany, gdy serwer otrzymał nieznany typ zapytania                                                                      |
| 502 | Bad Gateway                     | Błąd bramy – serwer – spełniający rolę bramy lub pośrednika – otrzymał niepoprawną odpowiedź od serwera nadrzędnego i nie jest w stanie zrealizować żądania klienta                                                       |
| 503 | Service Unavailable             | Usługa niedostępna – serwer nie jest w stanie w danej chwili zrealizować zapytania klienta ze względu na przeciążenie |
| 504 | Gateway Timeout                 | Przekroczony czas bramy – serwer – spełniający rolę bramy lub pośrednika – nie otrzymał w ustalonym czasie odpowiedzi od wskazanego serwera HTTP, FTP, LDAP itp. lub serwer DNS jest potrzebny do obsłużenia zapytania    |
| 505 | HTTP Version Not Supported      | Nieobsługiwana wersja HTTP – serwer nie obsługuje bądź odmawia obsługi wskazanej przez klienta wersji HTTP |
| 506 | Variant Also Negotiates         | Wariant również negocjuje (w wolnym tłumaczeniu) |
| 507 | Insufficient Storage (WebDAV)   | Serwer nie jest w stanie zapisać danych związanych z wykonaniem zapytania |
| 508 | Loop Detected (WebDAV)          | Serwer wykrył nieskończoną pętlę w trakcie przetwarzania zapytania |
| 509 | Bandwidth Limit Exceeded        | Serwer jest tymczasowo niedostępny, ponieważ właściciel strony przekroczył limit transferu danych. |
| 510 | Not Extended                    | Brak rozszerzenia HTTP koniecznego do obsługi danego zapytania |
| 511 | Network Authentication Required | Wymagane uwierzytelnienie przed otrzymaniem dostępu do sieci. W zamyśle wykorzystywane przez pośredników kontrolujących dostęp do sieci (np.: wymaganie potwierdzenia zasad użytkowania przed udostępnieniem połączenia). |